# Saab 2000
Dimensions
Le Saab 2000 est un avion bimoteur de transport régional d'une cinquantaine de places, construit par l'avionneur suédois Saab.

## Développement
En décembre 1988, les ingénieurs de Saab entreprirent de développer sur la base du Saab 340 un avion approchant la vitesse d'un jet tout en assurant un faible coût d'exploitation grâce à l'utilisation de turbopropulseurs. Le 2000 présente ainsi une envergure supérieure de 15 %, et une longueur de fuselage de 7,55 mètres plus grande que celle du Saab 340, ce qui lui permet de transporter jusqu'à 58 passagers. 
Deux turbopropulseurs Rolls-Royce AE 2100E de 4 209 ch (initialement conçus par Allison), couplés chacun à une hélice hexapale Dowty Rotol à pas variable, le rendent capable de voler à plus de 680 km/h. Leur positionnement plus bas que le fuselage contribue à la réduction du niveau sonore perçu par les passagers. Cependant, malgré le confort sonore de sa cabine et sa grande vitesse, le Saab 2000 ne fut produit qu'à 63 unités faute d'avoir pu concurrencer l'Embraer ERJ-145 et le Bombardier CRJ200.

## Opérateurs

### Opérateurs militaires
Pakistan
- Armée de l'air pakistanaise : 5 Saab 2000, dont 4 en version AEW&C incluant le radar Erieye (en) et ses systèmes associés[2],[3].

 Thaïlande
- Armée de l'air royale thaïlandaise : 1 Saab 2000 Erieye AEW&C commandé et 1 en option.

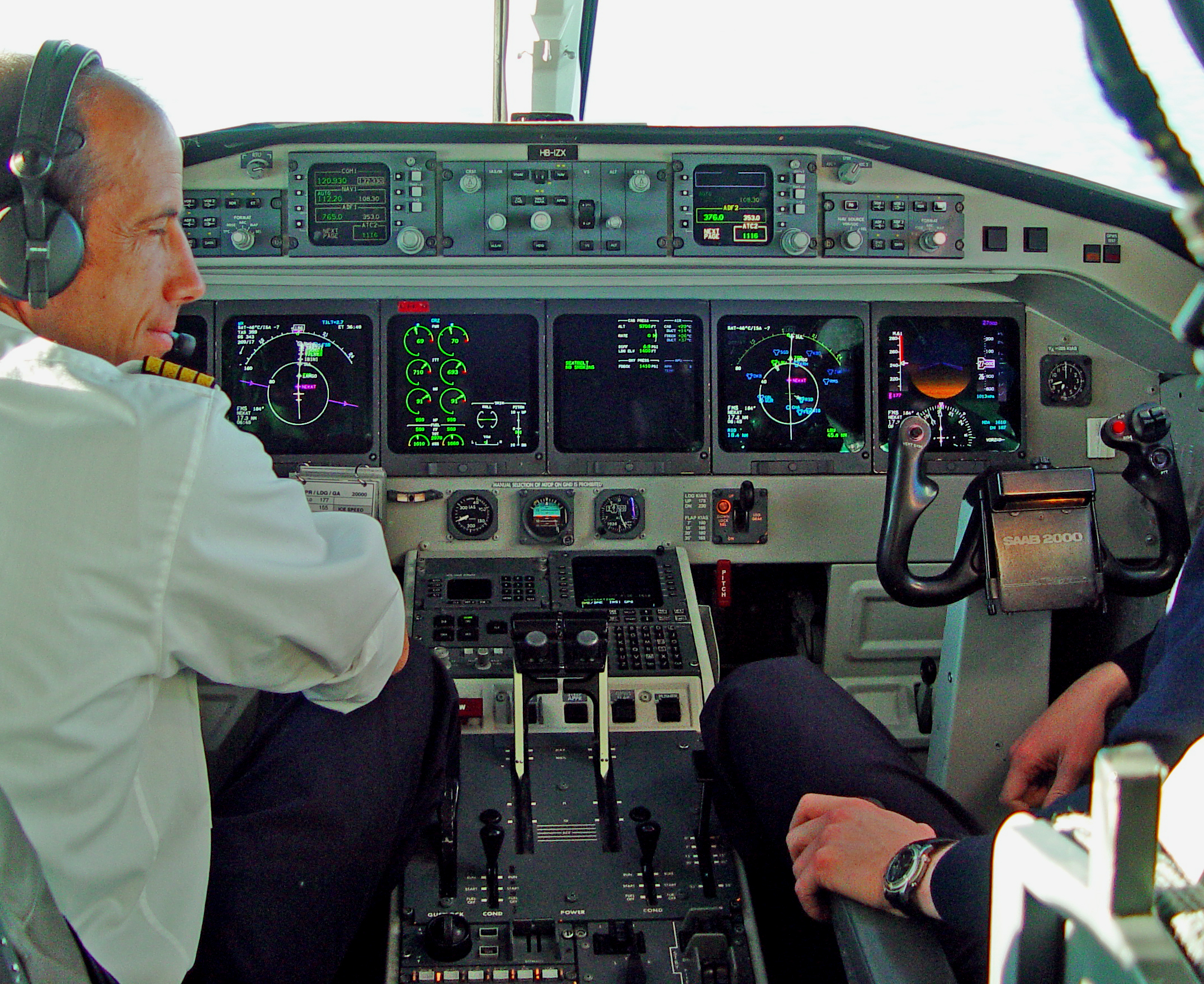
Cabine de pilotage
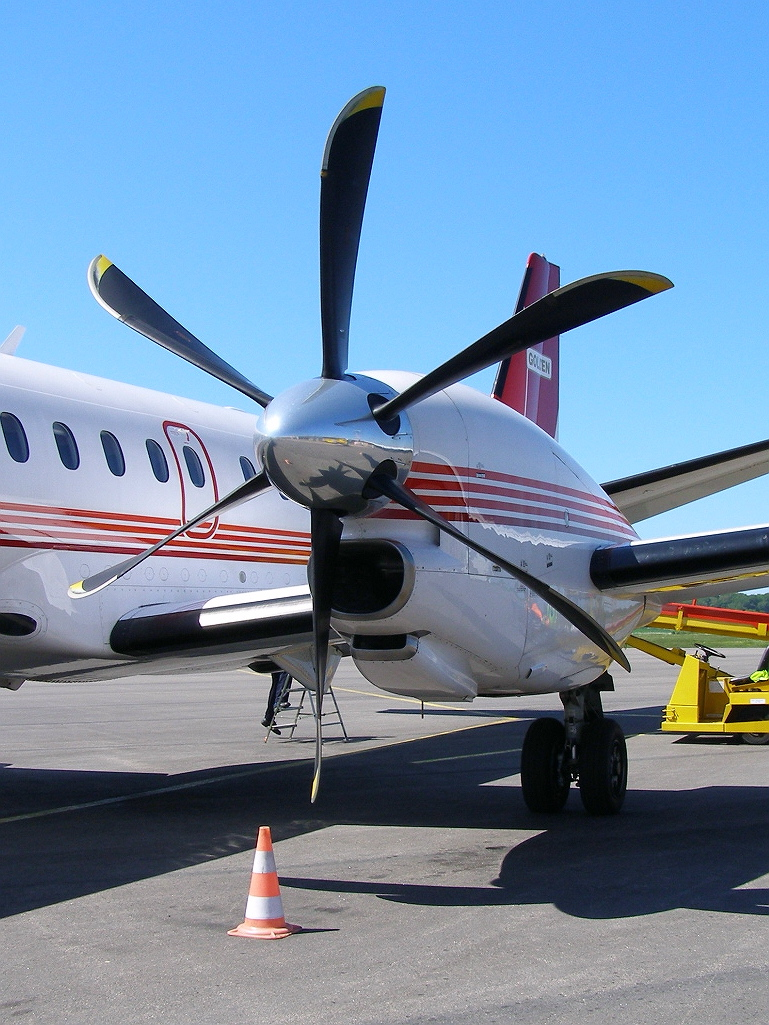
Turbopropulseur avec hélice six pales
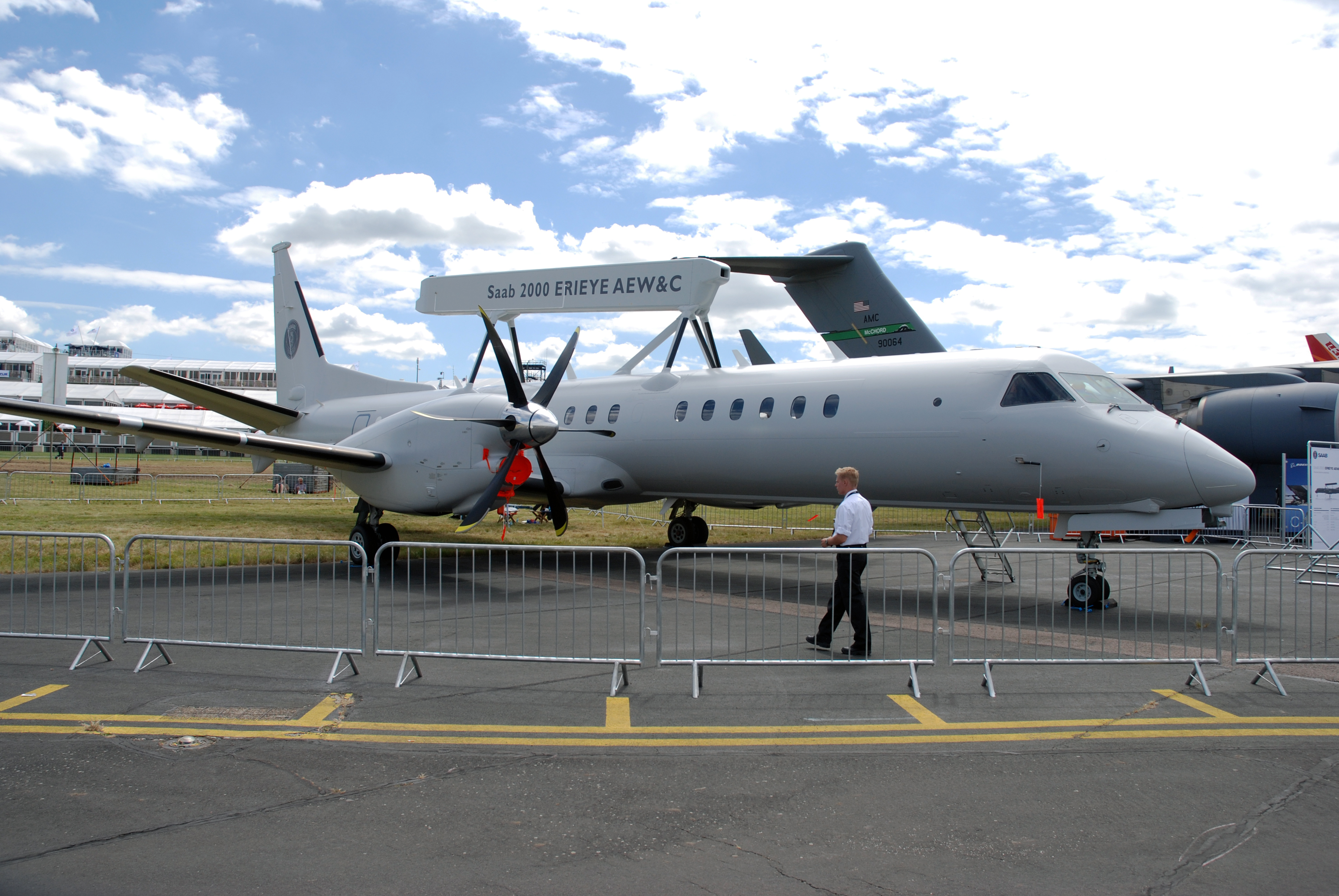
Version Erieye en 2008

### Opérateurs civils
En avril 2018, un total de 31 Saab 2000 civils sont encore en service, utilisés par :
- Eastern Airways (9)
- SkyWork Airlines (6)
- Loganair (5)
- PenAir (5)
- BA CityFlyer (2) (utilisés par Eastern Airways)
- Frost Air (4)[4]

### Anciens opérateurs civils
- Adria Airways Switzerland (6) (utilisés par Darwin Airline)
- Air France (utilisés par CityJet et Regional Airlines)
- Air Marshall Islands
- Braathens Regional
- Carpatair
- Crossair
- Deutsche BA
- Flybe
- FlyLAL
- Golden Air
- Malmo Aviation
- Moldavian Airlines
- OLT Express Germany
- PGA Portugália Airlines (utilisés par OMNI Aviation)
- Scandinavian Airlines (utilisés par Braathens Regional)
- Scandinavian Commuter (utilisés par Swelink)

## Variantes
- Saab 2000 : Avion de ligne régional de 50–58 sièges.
- Saab 2000FI : Avion d'inspection aérienne pour le Bureau Japonais de l'Aviation Civile ; deux exemplaires.
- Saab 2000 AEW&C : Variante AWACS équipée d'un Radar à antenne active Erieye (en) et de systèmes de conduite de mission associés.
- Saab 2000 Airtracer : Avion de Renseignement d'origine électromagnétique
- Saab 2000 MPA : Avion de patrouille maritime